# 山中章子
山中 章子（やまなか あやこ、1986年1月20日 - ）は、フジテレビアナウンサー。

## 来歴
愛知県名古屋市生まれ。
愛知教育大学附属名古屋中学校、東邦高等学校、津田塾大学学芸学部英文学科卒業。

### 幼少期～学生時代
幼少期から芸能活動をしており、名古屋ローカルなどで数本のCMに出演している。高校時代には名古屋市の芸能事務所セントラルジャパンに所属。大学時代はシャイニーに所属してファッションモデルとして活動していた。
大学は寮生活で、一橋大学の体育会競技ダンス部に所属していた。東日本大会のサンバ部門で優勝経験がある。

### フジテレビに入社
2009年4月1日、フジテレビに入社。同期入社のアナウンサーは松村未央（お笑い芸人・陣内智則夫人）、福井慶仁、立本信吾。
2015年8月に番組内で電通社員と結婚することを発表したが、10月に当人同士の話し合いにより破談となった。
2019年6月、同年3月に30代の一般男性と結婚していたことが報じられた。
2020年6月13日、第1子妊娠が報じられる。9月10日、第1子男児の出産が報じられる。
2022年10月、2年ぶりに復職。

## 人物
- 趣味：ヨガ[12]、子どもに気づかれないように野菜をいれたお菓子やおかず作り、通勤中のちょこっと読書[12]、ゴルフ、旅行[1]
- 特技 ：競技ダンス、読み聞かせ[1]
- 資格：漢検2級、英検2級、防災士[1]
- モットー：気力は体力で補う、体力は気力で補う[1]
- 家族：父、母、妹[12]

## エピソード
- 子供の頃に祭りですくった金魚はその後10年以上生きて、20センチ以上の大物に育った[13]。
- 大学の競技ダンス部は『練習は週２回』だったはずだったが、自主練はしないといけない空気だったので毎日練習に明け暮れた。女性が多くて余ってしまうため辞める女子学生がいたが、諦めなかった。新体操、バトントワリングなどどれも続けられなかったので、一つくらいやり切ったといえるところまでやろうと、他大学の男子学生とペアを組み猛練習して大会に出場した[5]。
- 大学の競技ダンス部にアナウンサー志望の友人がいて、山中は3年生の秋に在京の民放各社を受験したが全て不合格だった[5][13]。業種の異なる企業から内定を得たが、「アナ試験は楽しかったな」と、4年秋にも受験して内定を得た[13]。
- アナウンサースクールで講習を受けていなかったのと、大学時代は地方出身者の寮で暮らしていたので出身の名古屋以外に、富山弁まで入っているイントネーションやアクセントが出てしまったり、話すのが大好きなのに喋りたくないと思うくらいだった。繰り返し練習し、耳で聞き分けて克服した[5]。
- メイク時間は5～10分で、ブランドに特にこだわりはない[12]。
- 服は、母も妹も祖母も、服の貸し借りをすることが多いという。祖母が亡くなった後は、祖母が昔着ていた服をもらって着ているものもあり、昔の服と今の服をアレンジして着ている[12]。
- 外食が多いため、家で食べられるときは全部自炊をして、野菜を摂ることを意識している[12]。

## 出演番組
- BSフジNEWS（BSフジ、2013年4月7日 - 、日曜日午前担当）
- NEWSお台場発（2014年4月3日 - 、木曜日担当）
- ゲームセンターCX - ナレーション
- アナ★バン!（2009年10月11日 - 2012年3月）
  - 2009年10月11日 - 2010年10月18日の1年間はMC（章子おねえさん）としてレギュラー出演。
- めざにゅ〜（月 - 水曜日）
  - 天気キャスター担当（2009年9月28日 - 2010年9月29日）
  - 情報キャスター担当（2010年10月4日 - 2012年9月26日）
- FNNスーパーニュース（木・金、2009年10月1日 - 2012年9月25日、フィールドキャスター）
- BSフジNEWS（BSフジ、2011年4月 - 2012年9月、月曜日午前担当）
- マナブル〜学ぶキミと夢へのバイブル〜（2012年1月10日 - 3月、ナレーション）
- マネースクープ
- FNNスピーク（2014年5月1日 - 2016年3月26日、木曜・金曜キャスター→土曜キャスター）
  - 2014年10月4日より、土曜日に変更。
- 産経テレニュースFNN（2012年10月7日 - 2016年3月27日、朝担当／2013年4月7日 - 2016年3月27日、昼担当）
- 新報道2001（2017年1月8日 - 3月26日、大島由香里が産休のため代役。）
- FNNニュース（2016年4月3日 - 12月25日、2017年4月2日 - 10月1日、日曜日朝担当）
  - 2017年1月8日 - 3月26日は『新報道2001』を担当したため休演。
- FNNスピークWeekend（2016年4月2日 - 2018年3月31日、2017年10月7日より土曜日のみ）
- 新・週刊フジテレビ批評（司会、2017年10月7日 - 2018年3月31日）[注 1]
- FNNプライムニュース デイズ（2018年4月7日 - 2019年3月31日）- 週末版キャスター(2018年9月15日までは、土曜日のみ)
- めざましどようび（2017年10月7日 - 2020年3月28日、ニュース担当）
- FNNニュース（2018年9月23日 - 2020年4月5日）
- FNN Live News days（2019年4月6日 - 2020年4月10日）- 週末版キャスター
- 週刊フジテレビ批評（司会、2018年4月7日 - 2020年4月28日）
- 情報プレゼンター とくダネ!（2012年10月1日 - 2020年3月、水・木曜 プレゼンター）
- FNN Live News days（2022年10月17日・18日、遠藤玲子の代役）- 平日版キャスター

### フジテレビ以外の出演番組
- つながるワイド ほ〜なん。(2015年6月5日、テレビ愛媛)[14]

### CM
- 株式会社ひの(1993年) - 寝具製品のCM
- 寿がきや食品 「小さなおうどん」シリーズ(2003年、中京ローカル)